# La Romance de Paris (chanson)
Pour le film homonyme, voir Romance de Paris.
Pour les articles homonymes, voir Romance et Paris (homonymie).
Clip vidéo
[vidéo] « Charles Trénet - Extrait du film La romance de Paris (1941) », sur YouTube
La Romance de Paris est une chanson française d'amour, de l'auteur-compositeur-interprète Charles Trenet. Chanson du film Romance de Paris, de Jean Boyer de 1941 (composée avec Léo Chauliac), elle est l'un des plus importants succès de son important répertoire, ainsi que l'un des classiques de la chanson française, des valses musette et des chansons sur Paris.

## Histoire
Après avoir commencé sa carrière internationale au sommet de chanteur de music-hall avec son ami Johnny Hess, rencontré dans un cabaret parisien (avec leur duo Charles et Johnny) Charles Trenet rencontre le pianiste compositeur Léo Chauliac en 1938, qui devient son pianiste accompagnateur jusqu'en 1943, avec qui il compose de nombreuses chansons de son répertoire et quelques-uns de ses plus importants succès, dont cette chanson, ainsi que Que reste-t-il de nos amours ?, La Mer, et Douce France... 
Après avoir été mobilisé pour la Seconde Guerre mondiale, Trenet reprend sa carrière de chanteur et d'acteur de cinéma durant l'occupation allemande, en tant qu’icône zazou parisienne des années 1940 (surnommé « le Fou chantant ») entre autres avec ce film Romance de Paris, de Jean Boyer en 1941 (où il joue le rôle du jeune parisien Papillon, qui rêve de devenir chanteur de music-hall, avec ses propres chansons, accompagné à l'accordéon et à la guitare, sur les quais de la Seine ou dans les cafés de Paris : La Romance de Paris, Un rien me fait chanter, Bonsoir, jolie Madame, Tout ça, c'est pour nous..., composées avec Léo Chauliac). 
Influencé par l'important succès populaire des accordéons, des flonflons des guinguettes et bals musettes parisiens d'alors, et par le style fleur bleue des années 1930, Charles Trenet évoque avec sa chanson et son film (en pleine période très sombre et très grave de guerre mondiale, d'occupation nazie, et de film noir) la romance amoureuse idyllique heureuse de deux jeunes amoureux parisiens, qui s'aimèrent toute leur vie chaque jour, qui vieillirent avec leur tendre amour, et fondèrent une famille admirable, avec des enfants adorables... « C'est la romance de Paris, Au coin des rues elle fleurit, Ça met au cœur des amoureux, Un peu de rêve et de ciel bleu...  ».

## Structure
La chanson est constituée de trois couplets (des huitains d'ennéasyllabes) et d'un refrain (un dizain d'octosyllabes).

## Au cinéma
- 1941 : Romance de Paris, de Jean Boyer (interprétée par Charles Trénet)
- 1951 : Le Gantelet vert, de Rudolph Maté (interprétée par Juliette Gréco)

## Quelques reprises
- 1957 : Colette Renard
- 1965 : Lina Margy
- 1988 : Francis Lemarque
- 2002 : Patrick Bruel (album Entre deux, reprise de nombreux grands succès des années 1930 à 1950, et album Live 2014)
- 2013 : Jean-Jacques Debout (album Les Chansons des guinguettes)
- 2015 : Benjamin Biolay (album Trenet)
- 2014 : Zaz et Thomas Dutronc (album Paris)
- 2014 : Georgette Lemaire (album Paris Jazz)